# Singapora diversa
Singapora diversa är en insektsart som beskrevs av Ghauri 1975. Singapora diversa ingår i släktet Singapora och familjen dvärgstritar.
Artens utbredningsområde är Thailand. Inga underarter finns listade i Catalogue of Life.